# 火炬松
火炬松（学名：Pinus taeda）为松科松属的植物。火炬松为美国东南部几种原生松属植物之一，分布范围西起德克萨斯州中部，東至佛罗里达州，北部的特拉华州和新泽西州南部也有分布。此树种在森林产业中被归类为南部黄松。美国国家森林局通过调查发现，火炬松为美国分布第二广泛的树种，紧随红枫之后。火炬松木料被视为美国东南部森林产业最重要的木料。

## 形态
常绿乔木，高可达30多米，直径0.4至1.5米；黄褐色小枝粗壮；叶子三针一束，长12－29厘米，较湿地松略粗，树脂管2或4个中生；淡褐色卵状椭圆形的球果，长7－12厘米，近于无柄，鳞脊隆起，鳞脐有粗肥的尖刺。绝大多数火炬松针叶通常在生长两年后，于秋冬季节脱落。
现已知最高的火炬松高度为51.4米，体积最大的火炬松体积为42立方米，均位于康加里国家公园内。

## 分布
原产于美国东南部，目前已由人工引种栽培，包括中国大陆。